# Chorisoneura gracilis
Chorisoneura gracilis es una especie de cucaracha del género Chorisoneura, familia Ectobiidae. Fue descrita científicamente por Saussure en 1862.
Habita en Surinam y Brasil.